# Liestal
Liestal (antiguamente Liesthal) es una ciudad y comuna suiza, capital del cantón de Basilea-Campiña y del distrito de Liestal.

## Geografía
Situada a 6 km al sur de Augst y 17 km al sureste de Basilea, la ciudad se apoya en los últimos contrafuertes de la cordillera del Jura, en la intersección de los caminos del Hauenstein. Tiene una superficie de 18,21 km² (1821 ha), de los cuales 10 km² (1077 ha) están cubiertos de bosques, y su altitud es de 327 m s. n. m. La comuna cuenta con aproximadamente 13 000 habitantes, de los cuales la mitad son protestantes, mientras que un cuarto es católico. 
Geográficamente, el municipio limita al norte con las comunas de Frenkendorf, Füllinsdorf y Arisdorf, al este con Hersberg y Lausen, al sur con Bubendorf y Seltisberg, y al oeste con Nuglar-Sankt Pantaleon (SO).
- Temperatura: 10,1 °C (temperatura anual), 2,1 °C (temperatura de enero), 20,8 °C (temperatura de julio)
- Lluvia: Precipitación por año 933 mm.

## Historia
El nombre de Listhal fue mencionado por primera vez en 1189, y la fecha del primer establecimiento data al menos de los tiempos de la Antigua Roma. El desarrollo de la ciudad se dio gracias a su localización estratégica entre el primer puente que cruzaba el río Rin en Basilea y el paso de San Gotardo.
Los ciudadanos de Liestal participaron en las guerras de Borgoña de 1476 y 1477 contra Carlos el Temerario. En 1501, el alcalde juró lealtad a la Confederación Suiza, y esta causa repitió el conflicto con sus vecinos de Rheinfelden, localidad que pertenecía a los Habsburgos.
En el siglo XVII, Liestal se levantó contra Basilea como parte de la rebelión de los agricultores y fue ocupada por tropas de esta ciudad. Tres líderes de la rebelión fueron decapitados en Basilea.
En 1789, la ciudad aclamó con entusiasmo a Francia por sus ideales de libertad e igualdad. Esta celebró la llegada de Napoleón, cuando vino a la ciudad en 1797. Después de su caída, el antiguo pacto con Basilea se restableció. La Revolución de julio de 1830 en Francia también causó agitación en Liestal. Tras haberse separado del cantón de Basilea, se estableció un gobierno provisional y la ciudad fue elegida como la capital del nuevo cantón de Basilea-Campiña el 17 de marzo de 1832. Actualmente es una ciudad industrial.

## Monumentos

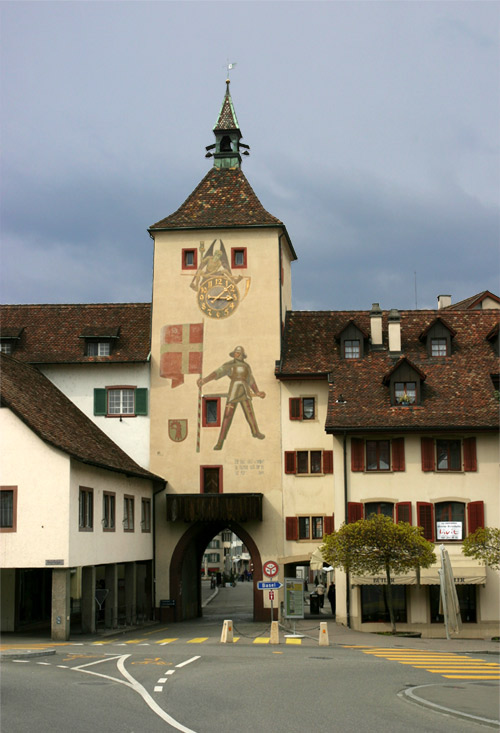
La Puerta Superior, 2004

- Obertor (puerta superior de las antiguas murallas)
- Iglesia de confesión reformada, construida en la época de la fundación de la ciudad
- Ayuntamiento, reconstruido en 1568
- Olsbergerhof, casa de 1571

## Economía
- Santhera, productos farmacéuticos
- Hanro, grupo textil
- Huber Instruments, fabricante de instrumentos de medición
- Magnetic, motores eléctricos

## Costumbres

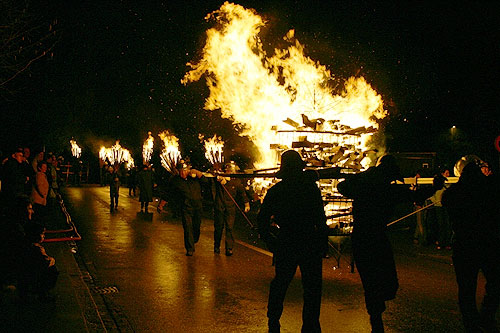
Chienbäse

En la noche del domingo después de Martes de Carnaval, se celebra el Chienbäse con desfiles y hogueras espectaculares. La tradición se remonta al siglo XVI. Otras ciudades cercanas también celebran una fiesta similar.
Otras fiestas locales son:
- Santichlaus-Ylüüte
- Banntag

## Personalidades
- David Degen, futbolista
- Philipp Degen, futbolista
- Enrico Marini, dibujante de cómic
- Albert Schweizer, pintor
- Carl Spitteler, escritor

## Ciudades hermanadas
Liestal tiene tres ciudades hermanadas:
- Onex
- Sacramento
- Waldkirch

## Transportes
- Línea ferroviaria SBB Basilea-Olten, a 14 km de Basilea y a 25 km de Olten
- Línea ferroviaria Liestal-Waldenburg, de vía estrecha
- Línea de autobús por Basilea, Lausen, Füllinsdorf, Reigoldswil y Frenkendorf
- Autopista A2,  Liestal 8